# آپولوگتیکوس

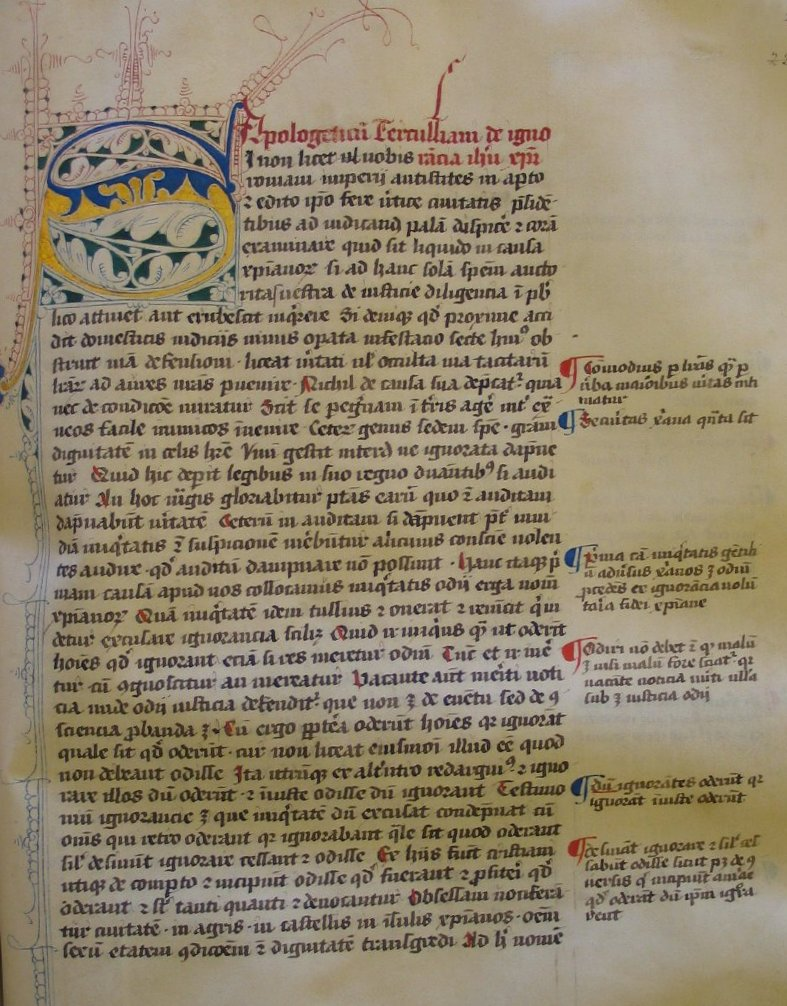
نسخه ای خطی از آپولوگتیکوس ترتولیان مربوط به دهه ۱۴۴۰.

آپولوگتیکوس به معنی دفاعیات (لاتین: Apologeticum) متنی است منسوب به ترتولیان، متشکل از دفاعیات دینی و جدل. در این اثر ترتولیان از مسیحیت دفاع می‌کند، و خواستار تحمل قانونی و این است که با مسیحیان مانند سایر فرقه‌های دیگر امپراتوری روم رفتار شود.